# Zambia en los Juegos Olímpicos de Múnich 1972
Zambia estuvo representada en los Juegos Olímpicos de Múnich 1972 por un total de 11 deportistas, 8 hombres y 3 mujeres, que compitieron en 2 deportes.
El equipo olímpico zambiano no obtuvo ninguna medalla en estos Juegos.